# Red Bull RB11
Red Bull RB11 é o carro da equipe Infiniti Red Bull Racing para a temporada de Fórmula 1 de 2015, pilotado por Daniel Ricciardo e Daniil Kvyat. Seu lançamento foi realizado no dia 1 de fevereiro, em Jerez de la Frontera com a pintura camuflada, porém, só foi utilizada nos testes da pré-temporada. 
No dia 2 de fevereiro, a equipe abandona a pintura camuflado e apresenta nova pintura das cores azul escuro e roxo como cores predominantes, com detalhes em amarelo e vermelho no bico e na parte externa - parecido com o dos anos anteriores.

## Desempenho
Nesse é o primeiro carro da RBR que não recebe atenção total do mago da aerodinâmica, Adrian Newey. Mas nem por isso deve deixar de ter o padrão de excelência dos modelos anteriores. O dilema, mais uma vez, fica por conta dos motores Renault. Apesar da dedicação da montadora, problemas nos testes se repetiram.

## Pré-temporada

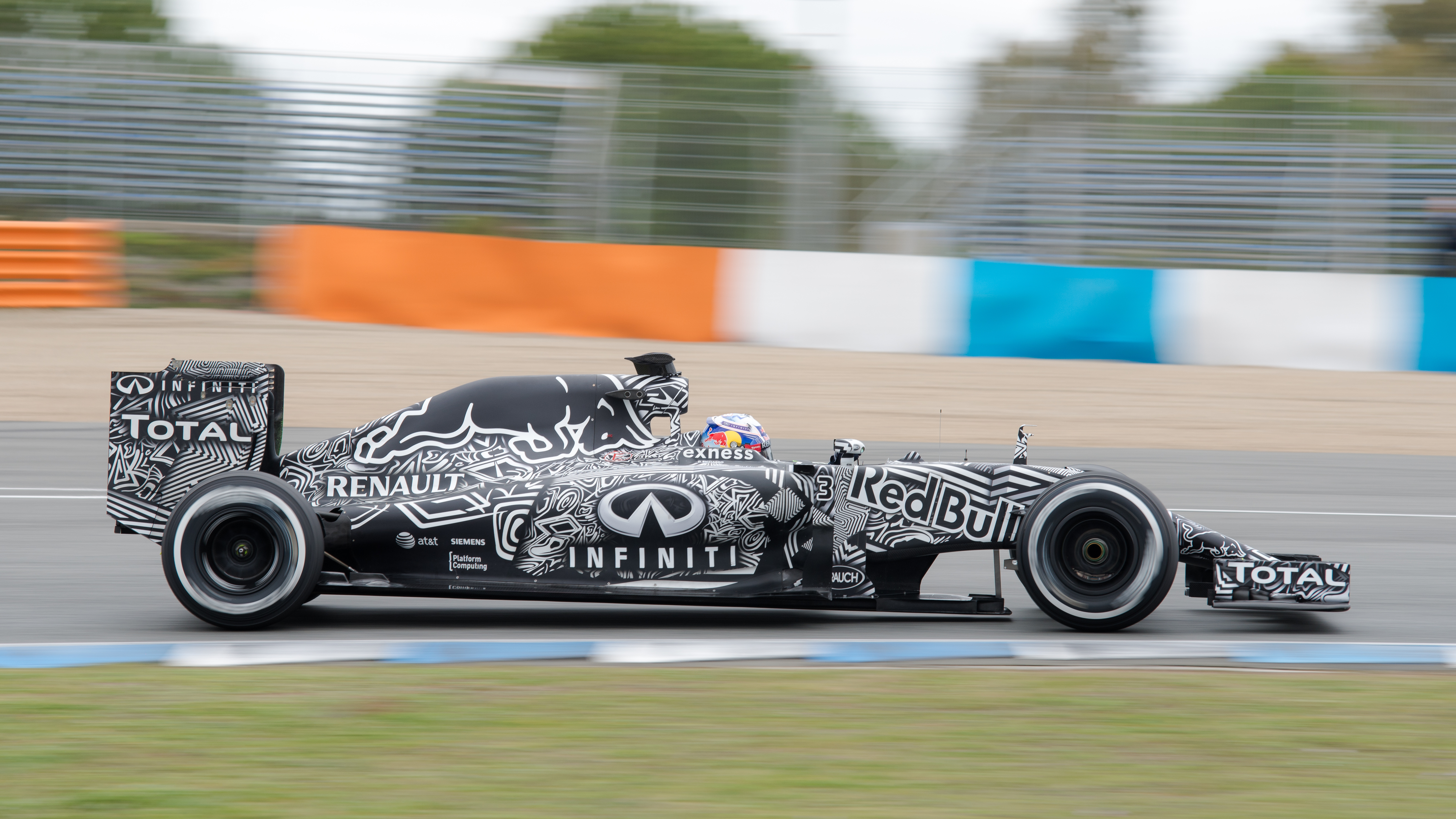
Daniel Ricciardo pilotando a RB11 durante a pré-temporada com pintura camuflada.

A equipe austríaca, não exibiu ainda suas cores oficiais. Para os treinos coletivos, a esquadra chefiada por Christian Horner preferiu andar camuflada. O carro ganhou uma excêntrica pintura preta e branca, para talvez confundir os rivais. O que se pôde perceber apenas é que o projeto, assinado por Adrian Newey, tem linhas aerodinâmicas sofisticadas e o bico é baixo, mas mais curto do que as soluções encontradas pela maioria das adversárias.

## Estatística
| Daniel Ricciardo | X              | Daniil Kvyat |
| ---------------- | -------------- | ------------ |
| 92               | Pontos         | 95           |
| 0                | Vitórias       | 0            |
| 0                | Pole Positions | 0            |
| 3                | Volta Rápida   | 0            |
| 2                | Pódios         | 1            |
| 3                | Abandonos      | 2            |

## Resultados
| Pos | Piloto           | Nu. | AUS | MAL | CHN | BHR | ESP | MON | CAN | AUT | GBR | HUN | BEL | ITA | SIN | JAP | RUS | EUA | MEX | BRA | UAE | Pts | Pts da Equipe | Pos da Equipe |
| --- | ---------------- | --- | --- | --- | --- | --- | --- | --- | --- | --- | --- | --- | --- | --- | --- | --- | --- | --- | --- | --- | --- | --- | ------------- | ------------- |
| 8   | Daniel Ricciardo | 3   | 6   | 10  | 9   | 6   | 7   | 5   | 13  | 10  | Ret | 3   | Ret | 8   | 2   | 15  | Ret | 10  | 5   | 13  | 6   | 92  | 187           | 4º            |
| 7   | Daniil Kvyat     | 26  | NL  | 9   | Ret | 9   | 10  | 4   | 9   | 11  | 6   | 2   | 4   | 10  | 6   | 13  | 5   | Ret | 4   | 7   | 10  | 95  | 187           | 4º            |

Negrito = Pole Position.
Itálico = Volta Mais Rápida
Ret = Não completou a prova.
- = Classificado pois completou 90% ou mais da prova.
½ = Foram dados a metade dos pontos. A corrida foi interrompida pelo mau tempo.
DSQ = Desclassificado da prova.